# ハ42 (エンジン)

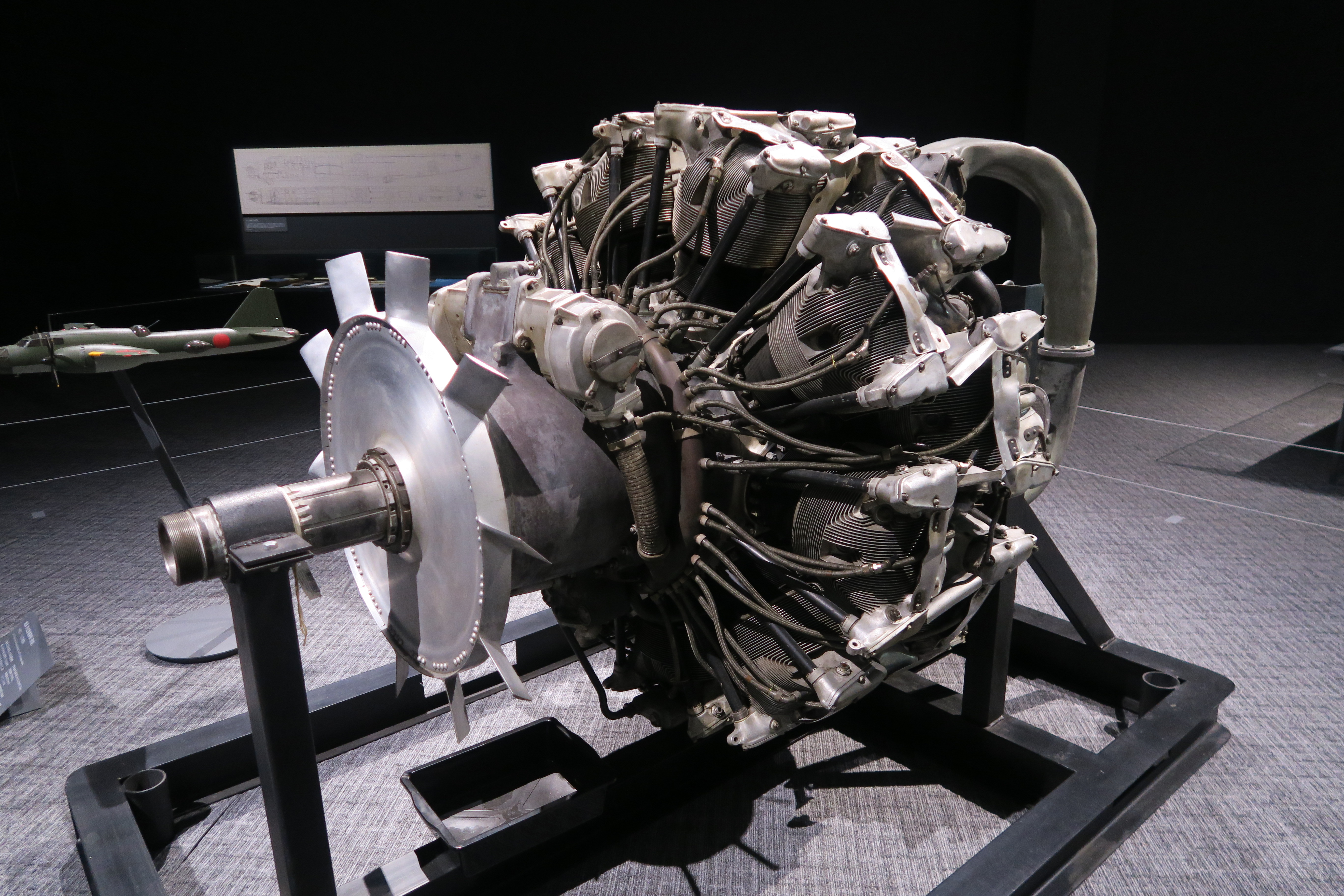
ハ42（ハ214）エンジン。岐阜かかみがはら航空宇宙博物館に展示。

ハ42とは、第二次世界大戦期に三菱航空機が開発・製造した航空機用空冷星型エンジンである。
ハ42は陸海軍統合名称であり、陸軍呼称はハ104及びハ214、社内呼称はA18。海軍略符号はMK6及びMK10、制式採用はされなかったため制式呼称は存在しない。
同社の空冷星型14気筒エンジン「火星」を18気筒化したものであり、日本最初の空冷18気筒エンジンとなった。高い信頼性を求めて技術的冒険を避けたこともあり、性能不足気味であった。性能向上策が講じられた仕様は実用に至らずに終戦を迎えた。

## 開発
日本初の空冷二重星型18気筒エンジンであり、同じ三菱製の空冷二重星型14気筒エンジン火星をベースに設計したものである。気筒径・行程は火星と等しく、カムレイアウトも同じ前方集中とした。気筒数が増えたことにより冷却能力の不足が心配された為、増速比3.5の強制冷却ファンが備えられている。水・メタノール噴射装置については技術的難点が増えるとして見送られている。そのため圧縮比・過給圧共に火星一〇型と同水準であり、開発時期の近い誉やハ43等の国産空冷18気筒エンジンと比して低く抑えられた為にその信頼性は比較的高いものとなった。しかしベースとなった火星と同様に積極的な振動対策は施されておらず、搭載する新型爆撃機（後の四式重爆撃機）開発の際は締め付けボルトの緩みが多発するなどの問題があった。
昭和14（1939）年度の試作発動機として計画されたA18Aは昭和14年（1939年）8月に初号機が完成、昭和15年（1940年6月に審査運転を終了し、ハ104（ハ42-11）として陸軍に制式採用された。しかしながらこれを搭載する新型重爆撃機たる四式重爆撃機の制式採用は昭和19年（1944年）にずれ込み、この頃には出力・高高度性能ともに不足気味となっていた。
これに先立って、A18Aの性能向上版であるA18Eの開発が開始されている。A18Eは陸軍ではハ214と呼称されたが、これには従来の2速過給器に加えて排気タービン過給器を備えるハ214ル（ハ42-21）、フルカン継ぎ手を用いた第1段、1速機械駆動の第2段から成る2段過給器を備えるハ214フ（ハ42-31）、2速過給器のみを備えるハ214（ハ42-20）を含んでいる。改設計にあたっては抜本的に手が加えられ、まず金星から引き継いできたカムの前方集中が前後振り分けに改められた。また燃料分配の均一化と低質燃料への適応性向上を狙って燃料噴射方式が採用され、さらに水・メタノール噴射装置が装備された。圧縮比はA18Aの6.5から6.7に引き上げられ、これらの改良により離昇馬力は1,900馬力から2,200 - 2,500馬力へと引き上げられた。
しかし、ハ214ルは昭和18年（1943年）、ハ214フは昭和19年（1944年）に四式重爆撃機に搭載されて試験飛行が行われたものの開発は中止。代替としてハ214の搭載が指示されたが実用化を待たずに終戦を迎えた。
このエンジンを搭載する機体としては、キ67とその派生の他に立川飛行機のキ74偵察爆撃機と海軍航空技術廠の暁雲陸上偵察機が予定されたが、開発の不調からキ74ではエンジンがハ43-21ルに変更され、暁雲では過給器周りの設計変更が開発中止の原因となっている。

## 主要諸元

### ハ42-11（ハ104）
- タイプ：空冷星型18気筒
- ボア×ストローク：150 mm×170 mm
- 排気量：54.1 L
- 全長：1,842 mm
- 全幅：1,370 mm
- 乾燥重量：944 kg
- 燃料供給方式：キャブレター式
- 圧縮比：6.5
- 過給機：遠心式2速スーパーチャージャー
- 離昇馬力　
  - 1,900 hp/2,450 rpm / ブースト+270 mmhg
- 公称馬力　
  - 一速全開　1,810 hp/2,300 rpm / ブースト+180 mmhg（高度2,200 m）
  - 二速全開　1,610 hp/2,300 rpm / ブースト+180 mmhg（高度6,100 m）

### ハ42-21（ハ214）
- 乾燥重量：1,260 kg
- 燃料供給方式：燃料噴射式
- 圧縮比：6.7
- 過給機：遠心式2速スーパーチャージャー
- その他：水メタノール噴射装置
- 離昇馬力　
  - 2,400 hp/2,600 rpm
- 公称馬力　
  - 一速全開　2,300 hp/2,500 rpm / ブースト+300 mmhg（高度2,000 m）
  - 二速全開　2,000 hp/2,500 rpm / ブースト+300 mmhg（高度6,400 m）

### ハ42-21ル（ハ214ル）
- 過給機：ターボチャージャー+遠心式2速スーパーチャージャー
- その他：水メタノール噴射装置
- 離昇馬力　
  - 2,500 hp/2,800 rpm
- 公称馬力　
  - 一速全開　2,300hp/2,500 rpm / ブースト+300 mmhg　（高度2,000m）
  - 二速全開　2.000hp/2,500 rpm / ブースト+300 mmhg　（高度6,400 m）

### ハ42-31（ハ214フ）
- 過給機：遠心式無段変速スーパーチャージャー+遠心式2速スーパーチャージャー
- その他：水メタノール噴射装置
- 離昇馬力　
  - 2,300 hp/2,600 rpm
- 公称馬力　
  - 一速全開　2,130 hp/2,500 rpm 　（高度1,600 m）
  - 二速全開　1,750 hp/2,500 rpm 　（高度8,300 m）